# کنتور سالا
کنتور سالا (به اسپانیایی: Kuntur Salla) یک کوه در پرو است که در Peru, Arequipa Region واقع شده‌است. کنتور سالا ۵٬۰۰۳ متر بالاتر از سطح دریا واقع شده‌است.